# Alice Guldbrandsen
Alice Guldbrandsen, född 23 november 1909 i Köpenhamn, död 8 mars 1995, var en dansk författare och skådespelare.
Alice Gulbrandsen var dotter till skådespelarna Johannes Norden Guldbrandsen och Anna Marie Vilhelmine Warburg Guldbrandsen samt syster till författaren Peer Guldbrandsen. Hon tog realexamen 1927 och studerade sedan vid Aarhus Teater (1929–1932). Hon turnerade därefter som skådespelare med olika teatrar till 1944, däribland Aalborg Teater (1939–1941). Hon debuterade som författare 1928, då hon fick ett resebrev publicerad i Aarhus Amtstidende. Hennes bokdebut kom 1932, då hon under pseudonymen Lise Norden gav ut romanen Lang vej frem. Hennes andra bok, rysaren Hr. Petit, gavs ut 1947 och blev en stor framgång. För denna mottog hon Emma Bærentzens Legat 1948. Det dröjde sedan till 1987 innan hennes tredje bok, rysaren Polyanna gavs ut. Hennes sista bok, Tysta Mari, kom 1990.

## På svenska
- Hans sju kvinnor (Herr Petit) (översättning Ella Wilcke, Hökerberg, 1951)